# Uruburetama
Uruburetama è un comune del Brasile nello Stato del Ceará, parte della mesoregione del Norte Cearense e della microregione di Uruburetama.

## Origine del nome
Il nome "Uruburetama" deriva dalla lingua Tupi-Guaraní, con il significato di "terra degli urubù", dalla combinazione dei due termini uru'bu (urubù, chiamato anche corvo-avvoltoio)  e retama (terra).